# Puchar Ekstraklasy

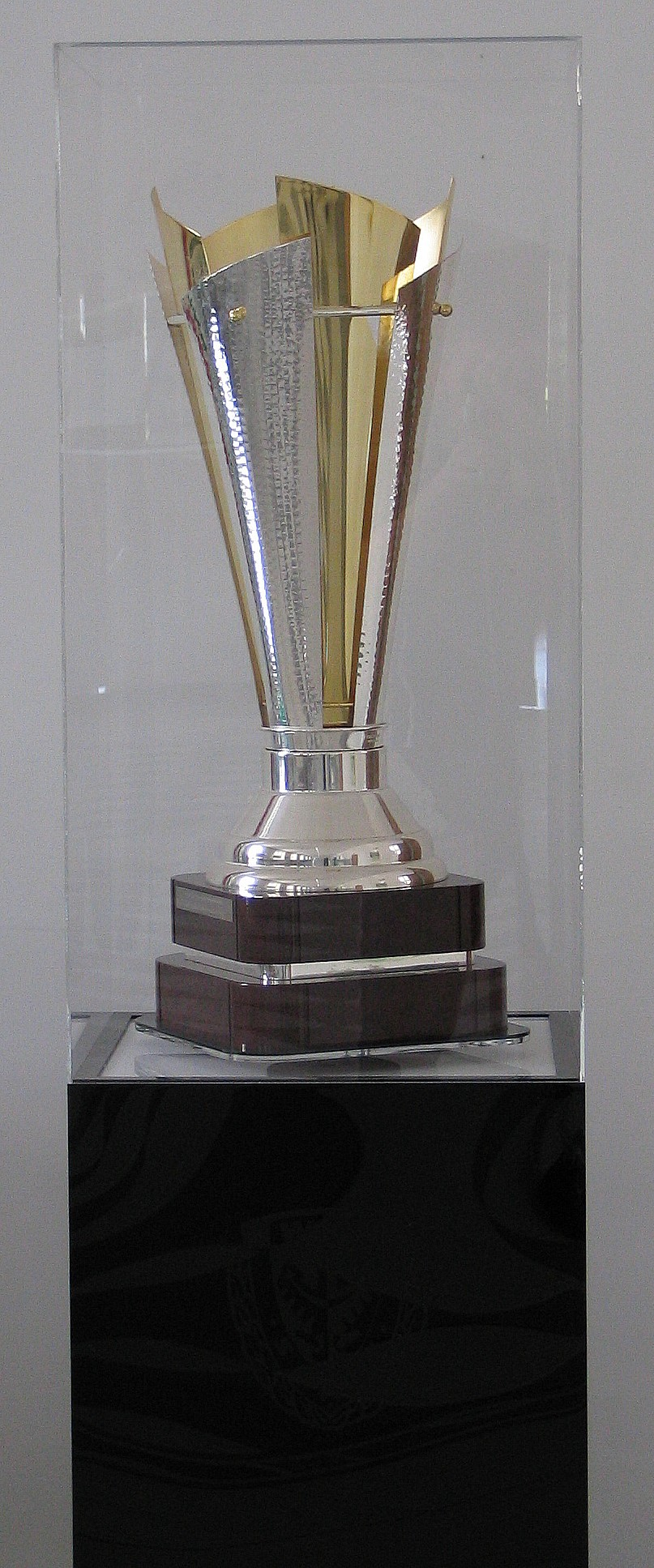
Trofej

Puchar Ekstraklasy (česky Pohár Ekstraklasy) je bývalá pohárová vyřazovací soutěž v polském fotbalu, které se účastnily pouze kluby hrající polskou nejvyšší ligu Ekstraklasa. Šlo de facto o polský ligový pohár. Nejvíce titulů má KS Dyskobolia Grodzisk Wielkopolski, a sice 2.
První neoficiální ročník (1952) byl organizován Polskou fotbalovou asociací (Polski Związek Piłki Nożnej – PZPN) jako Puchar Zlotu ZMP (ZMP – Zwiazek Mlodziezy Polskiej), nebyl ještě nazýván jako ligový pohár. Ročník 1978 byl také neoficiální, mimo 11 polských klubů se jej účastnily ještě 4 maďarské (konkrétně Diósgyőri VTK, Tatabányai Bányász SC, Szeged LC a Rákóczi FC).
Ročník 2009/10 (a další) se kvůli nezájmu sponzorů a televizních společností neuskutečnil.

## Přehled finálových zápasů
Pozn.: vítěz je označen tučně.

Zdroj: 
- 1952 Wawel Kraków 5:1 Cracovia Kraków
- 1977 Odra Opole 3:1 Widzew Łódź
- 1978 Górnik Zabrze 2:0 Zagłębie Sosnowiec
- 1979–1999 nehrálo se
- 2000 Polonia Warszawa 2:1 Legia Warszawa
- 2001 Wisla Krakov 3:0, 1:2 Zagłębie Lubin
- 2002 Legia Warszawa 3:0, 1:2 Wisla Krakov
- 2003–2006 nehrálo se
- 2007 KS Dyskobolia Grodzisk Wielkopolski 1:0 GKS Bełchatów
- 2008 KS Dyskobolia Grodzisk Wielkopolski 4:1 Legia Warszawa
- 2009 Śląsk Wrocław 1:0 Odra Wodzisław Śląski